# Hitchie Creek Park
Hitchie Creek Park är en park i Kanada.   Den ligger i provinsen British Columbia, i den sydvästra delen av landet, 3 700 km väster om huvudstaden Ottawa. Hitchie Creek Park ligger 172 meter över havet. Den ligger vid sjön Nitinat Lake.
Terrängen runt Hitchie Creek Park är kuperad. Trakten runt Hitchie Creek Park är nära nog obefolkad, med mindre än två invånare per kvadratkilometer.. Det finns inga samhällen i närheten.
I omgivningarna runt Hitchie Creek Park växer i huvudsak barrskog.